# Patrik Berger
Patrik Berger (phát âm tiếng Tiệp: [ˈpatrɪk ˈbɛrɡr̩]; phát âm tiếng Việt như là: Pa-tríc Béc-gơ/Bơ-gơ; sinh ngày 10 tháng 11 năm 1973 tại Thủ đô Praha) là cầu thủ bóng đá chuyên nghiệp người Cộng hòa Séc, anh chơi bóng tại Cộng hòa Séc rồi chuyển đến Đức và Anh. Patrik Berger là cầu thủ có nhiều thành công trong màu áo Đội tuyển bóng đá quốc gia Cộng hòa Séc, một tài năng lớn của Cộng hòa Séc và nổi danh với những cú sút xa đầy uy lực.
Patrik Berger cùng với Karel Poborský, Pavel Nedvěd, Vladimír Šmicer làm nên thế hệ vàng của bóng đá Séc sau thời kỳ tan rã của Tiệp Khắc, thế hệ này đã để lại dấu ấn trong lòng người hâm mộ, nhất là tại kỳ Euro 96, khi mà đội tuyển Cộng hòa Séc còn non trẻ nhưng đã vào đến tận chung kết và chỉ chịu thua bằng bàn thắng vàng của đội tuyển Đức hùng hậu.
Trong sự nghiệp câu lạc bộ, Patrik Berger cũng gặt hái được nhiều thành công, đặc biệt là anh gắn bó đặc biệt với câu lạc bộ Liverpool và cùng câu lạc bộ này dành nhiều danh hiệu vinh quang đặc biệt là cùng câu lạc bộ làm nên cú ăn năm lịch sử vào năm 2001.

## Sự nghiệp
Anh bắt đầu khởi nghiệp tại một câu lạc bộ ở quê nhà. Tuy đá cho đôị đến tận năm 17 tuổi nhưng anh không hề được ký một bản hợp đồng chính thức nào. Sau 3 mùa toả sáng ở đội bóng quê nhà Slavia Prague, năm 1995, Berger đến với đấu trường đỉnh cao châu Âu, tới Đức. Và từ đây, cái tên Patrick Berger bắt đầu khấy đảo châu Âu. Ở Đức, phong độ của anh đã giúp Borussia Dortmund giành chức vô địch Bundesliga mùa 95-96 và lọt vào vòng tứ kết cúp C1 mùa bóng sau đó. Tuy nhiên vị trí thi đấu trên sân của Berger tại Dortmund không được ổn định khi từ 1 cầu thủ thiên về tấn công nhưng Berger lại được xếp đá như 1 tiền vệ phòng ngự, đôi khi là cả ở vị trí hậu vệ.
Trước những màn trình diễn ấn tượng của Berger huấn luyện viên Roy Evans của Liverpool đã thông qua ban lãnh đạo quyết định chi ra với giá 3,25 triệu bảng Anh (tương đương 5,97 triệu USD) đưa Berger về từ Dortmund. Ngay sau khi đến Anfield, Berger liền lập công, ghi 4 bàn trong 2 trận đầu tiên. Berger được đá cặp tiền vệ với Steve McManaman cùng Robbie Fowler trên hàng tiền đạo.
Tuy nhiên anh liên tục gặp chấn thương, chưa kịp tìm lại phong độ thì lại chấn thương tiếp. Một năm, Berger dành ít nhất 3 tháng ở bệnh viện. Nhiều lần, anh đã bày tỏ ý định từ giã nhưng vì tình yêu với Liverpool, sân cỏ và khát khao tìm lại chính mình anh quyết tâm thi đấu. Berger đã có 7 mùa giải chơi cho Liverpool và đã giúp Liverpool giành được 1 cup UEFA.
Kết thúc mùa giải 02-03, khi hợp đồng với Liverpool hết hạn, Berger quyết định ra đi. Anh gia nhập câu lạc bộ Portsmouth và chơi khá thành công bằng kinh nghiệm, lối chơi kỹ thuật, ngẫu hứng nhưng mạnh mẽ của anh đã giúp Portsmouth thành công trụ hạng, trở thành đội bóng ấn tượng nhất năm. Mùa này cũng thế, vẫn chói sáng, ấn tượng và hiệu quả (tổng cộng anh đã ghi 3 bàn, 7 đường chuyền quyết định). Trong 2 năm khoác áo Portsmouth, Patrik Berger đã thi đấu tổng cộng 60 trận và ghi được 8 bàn thắng.
Sau đó, Patrik Berger đã đồng ý chuyển sang chơi cho đội chủ sân Villa Park - Aston Villa, anh hết hạn hợp đồng với Portsmouth khi mùa giải kết thúc và anh đã có được hợp đồng 2 năm với Aston Villa. Việc chiêu mộ Berger là kế hoạch của huấn luyện viên David Olery nhằm có suất dự Champion League mùa giải sau. Với chiến dịch chinh phục cúp Châu âu mùa giải sau của Villa. Và đội bóng Aston Villa là nơi anh kết thúc sự nghiệp thi đấu của mình.

## Tại Euro 96
Berger lần đầu tiên khoác áo đội tuyển Séc là trận hoà đảo Síp 1-1 ngày 24 tháng 3 năm 1993. Ở EURO 1996, đó là một giải đấu mà Berger bước lên đỉnh cao. Berger là mẫu cầu thủ tốc độ, mạnh mẽ, sút xa tốt, có khả năng gây đột biến, sở hữu cái chân trái diệu kỳ… đó là những điểm nổi bật nhất của Berger. Anh cùng Poborsky hợp thành cặp tiền vệ đáng sợ nhất tại ngày hội bóng đá châu Âu diễn ra ở Anh, giúp đội tuyển Séc đánh bại hết đội này đến đội khác, tiến thẳng đến trận Chung kết, tạo nên cú sốc lớn nhất trong năm. Dù không thể vượt qua Đức, Berger đã kịp toả sáng với bàn thắng từ chấm phạt đền. Anh được coi là ngôi sao sáng của Euro 96.

## Thành tích
- Á quân EURO 1996
- Cùng Dortmund giành chức VĐ Bundesliga 1996
- Giúp Liverpool đoạt cú ăn 5 (cúp UEFA, siêu cúp châu Âu, cúp FA, cúp Liên đoàn, siêu cúp nước Anh – Charity Shield)

| Đội tuyển bóng đá Cộng hòa Séc | Đội tuyển bóng đá Cộng hòa Séc | Đội tuyển bóng đá Cộng hòa Séc |
| Năm                            | Trận                           | Bàn                            |
| ------------------------------ | ------------------------------ | ------------------------------ |
| 1993                           | 2                              | 0                              |
| 1994                           | 3                              | 1                              |
| 1995                           | 7                              | 7                              |
| 1996                           | 12                             | 3                              |
| 1997                           | 2                              | 1                              |
| 1998                           | 4                              | 2                              |
| 1999                           | 7                              | 3                              |
| 2000                           | 3                              | 1                              |
| 2001                           | 4                              | 0                              |
| Total                          | 44                             | 18                             |